# Lene Møller (Bro)
Lene Møller, gift Christensen, Bro og Møller (født 10. maj 1936 i Vordingborg, død 23. august 1995 i Nykøbing Falster) var en dansk skuespiller og socialdemokratisk politiker, bl.a. i Folketinget fra valget 23. januar 1968 til  3. november 1973. Hun huskes nok især for sine hotpants. Hun døde i en trafikulykke, da hun på sin cykel kom ud foran en bil nær sit hjem ved Holeby.
Hun var datter af ingeniør Ove Møller og Grethe født Pedersen.

## Ægteskaber
Lene Møller var gift og skilt fire gange:
1. Hendes første ægtefælle var skuespilleren og filminstruktøren Bent Christensen, som hun giftede sig med den 24. februar 1962 i Åstrup Kirke på Sydfyn. Ægteskabet blev opløst i 1969.
2. Dernæst giftede hun sig den 26. september 1969 med det konservative folketingsmedlem, cand.polit. Knud Bro.
3. Sit tredje ægteskab indgik hun den 17. juli 1974 med direktør, civilingeniør Niels Christian Møller.
4. Det fjerde ægteskab indgik hun den 7. december 1984 med den tidligere konservative finansminister og EU-parlamentariker Poul Møller. Dette ægteskab blev opløst i 1988.